# Camera lucida

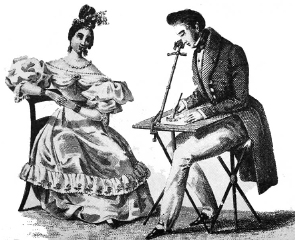
Rycina z ok. 1830, przedstawiająca użycie camery

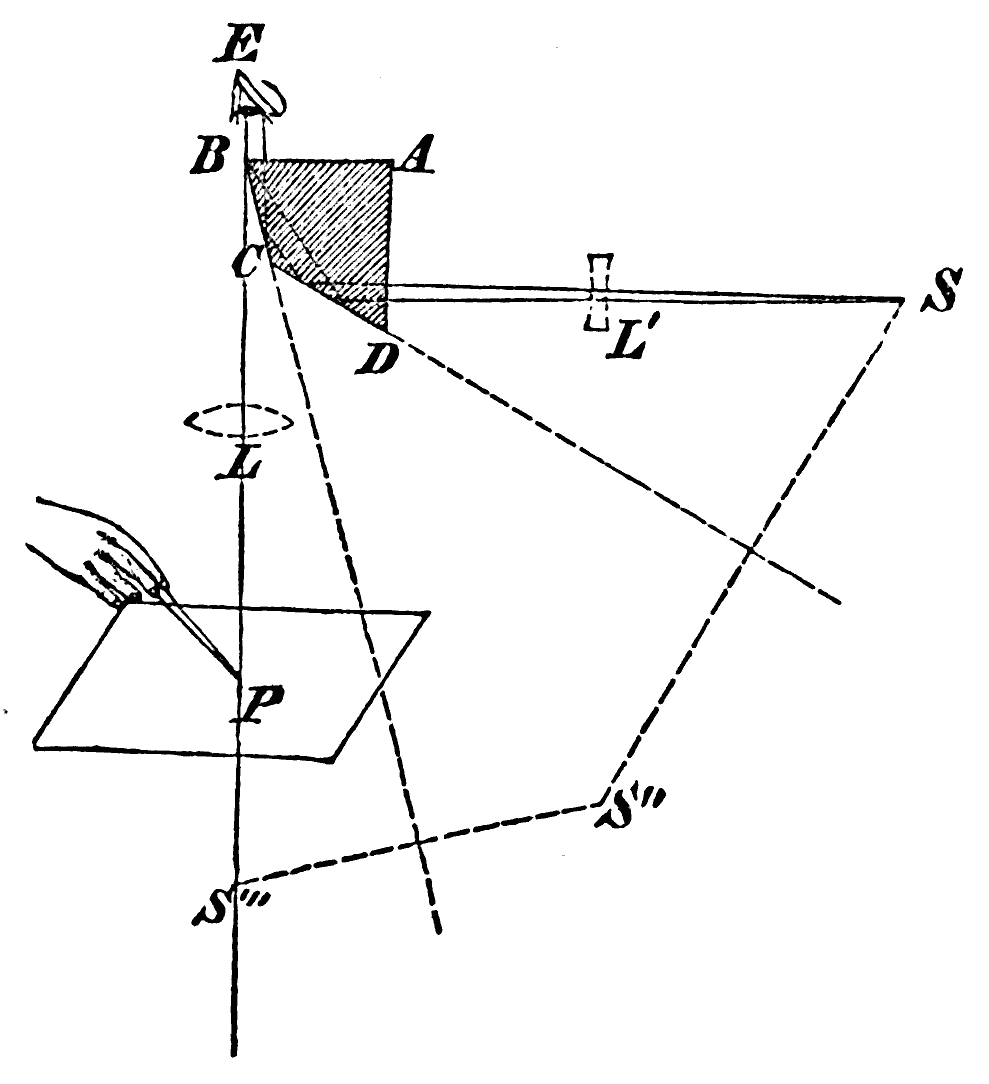
Schemat działania camery lucida Wollastona

Camera lucida (łac. jasna komnata) – XIX-wieczne narzędzie rysownicze i malarskie. 
Za jej pomocą obiekt rysowany był widziany na pulpicie lub podobraziu, dzięki czemu możliwe było w łatwy sposób uzyskanie fotograficznej dokładności obrazu. Camera lucida wynaleziona została w 1807 r. przez W.H. Wollastona.